# 44.ª Brigada Mixta (Ejército Popular de la República)
La 44.ª Brigada Mixta fue una unidad del Ejército Popular de la República creada durante la Guerra Civil Española. Situada en el frente de Madrid, la brigada tuvo un papel poco activo durante la contienda.

## Historial
La unidad fue creada el 31 de diciembre de 1936 a partir de la columna «Enciso» que mandaba el comandante de infantería José María Enciso Madolell —que sería mantenido como jefe de la brigada—. Como comisario de la unidad se nombró a Álvaro Peláez Antón, del PCE. La 44.ª BM, creada en el frente de Madrid, fue concentrada en Barajas para su fase de instrucción. Una vez terminada esta, pasó a formar parte de la 8.ª División del Cuerpo de Ejército de Madrid.
La unidad tuvo su bautismo de fuego el 17 de enero de 1937, durante asalto al Hospital Clínico de la Ciudad Universitaria; no llegó a intervenir en la Batalla del Jarama. Durante el resto de la contienda la 44.ª BM estuvo asignada a la 8.ª División, cubriendo el sector que iba desde El Pardo hasta la Sierra de Guadarrama, sin intervenir en operaciones militares de relevancia.
En marzo de 1939 tomó parte en el golpe de Casado. El 10 de marzo algunas unidades de la 44.ª BM, que guarnecía la primera línea entre Villafranca del Castillo y el Cerro de los Ángeles, abandonaron sus posiciones y se dirigieron a Madrid, en apoyo del gobierno Negrín. Tras el final de los combates, debido a la actitud contraria al golpe de Casado, sus mandos fueron depuestos y sustituidos por oficiales adictos a las fuerzas casadistas.

## Mandos
Comandantes
- Comandante de infantería José María Enciso Madolell;
- Mayor de milicias Guillermo Ascanio Moreno;
- Mayor de milicias Julio Carreras Castro;
- Mayor de milicias Enrique Valls Poquet;

Comisarios
- Álvaro Peláez Antón, del PCE;[4]
- Matías Yáñez Jiménez, de la JSU/PCE;[5]

Jefes de Estado Mayor
- teniente de milicias Horacio Almiñana Payá;
- teniente de Carabineros Francisco Domingo Garrido;